# بز ریشو
بز ریشو یا بز ترکمن (نام علمی: Capra aegagrus turcmenica) نام یک زیرگونه از گونه کل و بز است.